# Варатик
Варатик — гора в Україні, найвища вершина Коломийського району. Висота становить — 775,1 м над рівнем моря. Знаходиться в селі Марківка, Коломийського району, Івано-Франківської обл.
| Україна | Це незавершена стаття з географії України. Ви можете допомогти проєкту, виправивши або дописавши її. |